# 도고초등학교
도고초등학교는 대한민국 충청남도 아산시 도고면 시전리에 있는 공립 초등학교이다.

## 학교 연혁
| 1930년 | 12월 17일 | 도고공립보통학교(4년제) 개교 |
| 1938년 | 4월 1일   | 도고공립심상소학교로 개칭    |
| 1941년 | 4월 1일   | 도고공립국민학교로 개칭      |
| 1949년 | 9월 1일   | 도고온천국민학교 승격 분리   |
| 1952년 | 4월 1일   | 화천국민학교 승격 분리       |
| 1984년 | 3월 10일  | 병설유치원 개원              |
| 1994년 | 3월 1일   | 농어촌 급식학교 지정         |
| 1995년 | 3월 1일   | 화천분교장 본교 편입         |
| 1996년 | 3월 1일   | 도고초등학교로 개칭          |
| 2005년 | 3월 1일   | 화천분교장 통합              |
| 2019년 | 12월 30일 | 병설유치원 제36회 졸업식     |
| 2019년 | 12월 31일 | 제87회 졸업식                |
| 2020년 | 3월 2일   | 6학급 편성(병설유치원 1학급) |

## 참고 자료
- 도고초등학교 - 한국교육학술정보원 학교알리미